# Peralta (Renau)
Peralta es un despoblado español del municipio de Renau, perteneciente a la provincia de Tarragona, en la comunidad autónoma de Cataluña.

## Historia
Hacia mediados del siglo XIX, el lugar, ya por entonces perteneciente a Renau, tenía contabilizada una población de 76 habitantes. Aparece descrito en el duodécimo volumen del Diccionario geográfico-estadístico-histórico de España y sus posesiones de Ultramar de Pascual Madoz con las siguientes palabras:

PERALTA: l. en la prov. y dióc. de Tarragona (2 leg.), part. jud. de Valls (1 1/2), aud. terr. y c. g. de Barcelona (13): forma el ayunt. con Renau del part. jud. de Tarragona. sit. en terreno llano, con buena ventilacion y clima templado y saludable. Tiene 14 casas y una capilla pública, dedicada á la Asuncion de Ntra. Sra, donde celebra misa los dias de precepto el cura de la parr. de Renau, de la cual es aneja. El térm. confina N. Nulles; E. el Torrente de Renau; S. Argilaga, y O. Villabella. El terreno es de mediana calidad; le cruzan varios caminos locales, y la carretera que conduce á Tarragona. prod.: trigo, vino, aceite y algarrobas. ind.: fáb. de aguardiante. pobl.: 11 vec., 76 almas. cap. prod.: 867,000. imp.: 26,010.
(Madoz, 1849, p. 803)